# STS-70
STS-70 var Discoverys 21 rumfærge-mission.
Opsendt 13. juli 1995 og vendte tilbage den 22. juli 1995.
Missionen satte kommunikationssatellitten Tracking and Data Relay Satellite (TDRS-7) i kredsløb.

## Besætning
- Terence Henricks (kaptajn)
- Kevin Kregel (pilot)
- Nancy Currie (1. missionsspecialist)
- Donald Alan Thomas (2. missionsspecialist)
- Mary Weber (3. missionsspecialist)